# Пиково (Псковская область)
Пиково — деревня в Красногородском районе Псковской области России. Входит в состав Пограничной волости.
Расположена в 14 км к юго-западу от районного центра, посёлка Красногородск.

## Население
Численность населения деревни по оценке на конец 2000 года составляла 34 жителя, на 2010 год — 6 жителей. С 2012 года — нежилая.